# Конкордия (Антьокия)
Конкордия (исп. Concordia) — город и муниципалитет на западе Колумбии, на территории департамента Антьокия. Входит в состав субрегиона Юго-западная Антьокия.

## История
Поселение из которого позднее вырос город было основано в 1830 году. Муниципалитет Конкордия был выделен в отдельную административную единицу в 1848 году.

## Географическое положение
Город расположен в юго-западной части департамента, в гористой местности Западной Кордильеры, к западу от реки Каука, на расстоянии приблизительно 38 километров к юго-западу от Медельина, административного центра департамента. Абсолютная высота — 1832 метров над уровнем моря.

Муниципалитет Конкордия граничит на севере с муниципалитетом Бетулия, на западе — с муниципалитетами Бетулия, Уррао и Сальгар, на юге — с муниципалитетом Сальгар, на востоке — с муниципалитетами Титириби и Армения, на юго-востоке — с муниципалитетом Венесия. Площадь муниципалитета составляет 231 км².

## Население
По данным Национального административного департамента статистики Колумбии, совокупная численность населения города и муниципалитета в 2012 году составляла 20 922 человек.
Динамика численности населения муниципалитета по годам:
| 2005   | 2006   | 2007   | 2008   | 2009   | 2010   | 2011   | 2012   |
| ------ | ------ | ------ | ------ | ------ | ------ | ------ | ------ |
| 21 420 | 21 332 | 21 263 | 21 206 | 21 144 | 21 068 | 20 998 | 20 922 |

Согласно данным переписи 2005 года мужчины составляли 51,4 % от населения Конкордии, женщины — соответственно 48,6 %. В расовом отношении белые и метисы составляли 99,6 % от населения города; негры, мулаты и райсальцы — 0,4 %.
Уровень грамотности среди всего населения составлял 74,2 %.

## Экономика
Основу экономики Конкордии составляет сельскохозяйственное производство, наибольшую долю в котором, занимают выращивание кофе и животноводство.

61,6 % от общего числа городских и муниципальных предприятий составляют предприятия торговой сферы, 22,6 % — предприятия сферы обслуживания, 14,7 % — промышленные предприятия, 1,1 % — предприятия иных отраслей экономики.